# Demain à Nanguila
Demain à Nanguila es una película del año 1969.
Mañana en Nanguila está considerada como la primera película maliense.[cita requerida]

## Sinopsis
Mañana en Nanguila sigue los pasos de un joven maliense para mostrar los perjuicios del éxodo rural. La película también pone de manifiesto las decisiones del gobierno inmediatamente después de la Independencia en su intento por detener la oleada de campesinos hacia las ciudades para desarrollar el país a partir de la agricultura. Un retrato de Malí en los años sesenta a través de la vida nocturna de Bamako, los monumentos de la capital, las mujeres doblegadas bajo el peso de las tareas más diversas.